# Incidente della fabbrica di alluminio di Ajka
L'incidente della fabbrica di alluminio di Ajka è un gravissimo incidente industriale che si verificò nella parte occidentale dell'Ungheria il 4 ottobre 2010, assai simile come modalità al disastro della Val di Stava del 1985 e al disastro di Zgorigrad che colpì la Bulgaria negli anni '60.
È considerato il più grave disastro di questo tipo che abbia mai colpito l'Ungheria.

## Eventi
Verso le 12:30 circa del 4 ottobre 2010 l'angolo nord-occidentale di un vasto bacino di decantazione di fanghi di una fabbrica di alluminio nei pressi della città di Ajka nell'Ungheria occidentale cedette improvvisamente liberando una massa imponente di acqua e fanghi rossi di quasi 1.000.000 metri cubi, che avanzò nelle campagne circostanti.
L'enorme massa di acque si riversò nel fiume Torna, un fiume dalla portata relativamente bassa che scorre vicinissimo al bacino, facendolo esondare. A brevissima distanza il villaggio di Kolontár venne subito investito da una vera e propria alluvione: l'acqua mista ai fanghi del bacino traboccò dalle sponde del fiume e sommerse rapidamente il centro abitato con punte anche di oltre due metri di altezza cogliendo letteralmente di sorpresa gli abitanti che ebbero solo il tempo di fuggire ai piani alti o sui tetti.
Alcune abitazioni e ponti sul fiume crollarono all'impatto violento delle acque rese pesanti dalla rossa malta fangosa che trasportavano.
Pochi minuti dopo più a valle, la cittadina di Devecser venne investita dall'alluvione: le strade si trasformarono in torrenti di acqua rossa che investirono decine di automobili, manufatti civili e quant'altro devastando le abitazioni.
Alla fine la zona coinvolta dall'evento alluvionale risultò essere di circa 40 chilometri quadrati.

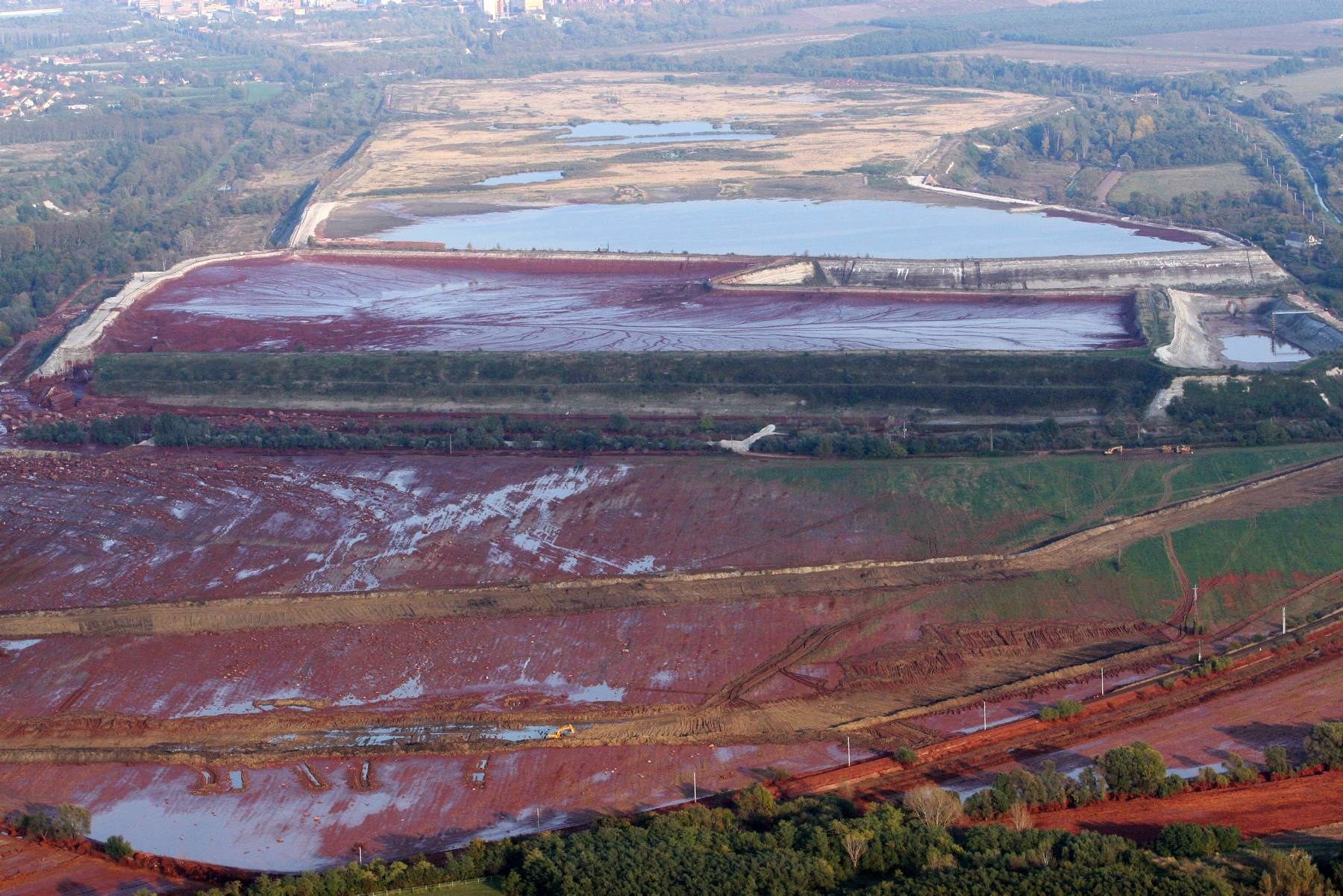
Veduta aerea del grande bacino di decantazione di Ajka; a sinistra nella foto è ben visibile la grossa breccia sugli argini che ha causato l'alluvione di fanghi rossi che ha investito le zone circostanti

Venne subito intuito il disastro ambientale: le acque in piena del fiume Torna cariche di fanghi rossi si unirono ad alcuni chilometri a valle a quelle del fiume Marcal presso Karakó (Provincia di Vas), che a sua volta si unì presso Győr (contea di Győr-Moson-Sopron) al fiume Rába, importante affluente di destra del Danubio. La fuoriuscita di fanghi rossi percorse tutti questi corsi d'acqua in 3 giorni a partire dal giorno del disastro raggiungendo il Danubio il 7 ottobre 2010. Il fiume Marcal ne uscì devastato: ogni forma di vita animale o vegetale lungo il suo corso sino alla foce venne praticamente azzerata dall'elevata alcalinità dei fanghi rossi.

## Cause del disastro
Non fu immediatamente chiaro come il serbatoio avesse potuto cedere; inizialmente si pensò che l'estate molto piovosa appena trascorsa in Ungheria come nel resto del centro Europa potesse aver indebolito le alte sponde del bacino, il quale per natura stessa sorge parecchi metri sopra il piano della campagna.
La società che gestisce l'impianto dichiarò che l'ultima ispezione del bacino, avvenuta solo poche settimane prima, non aveva mostrato nessuna problematica particolare riguardo alla tenuta degli argini.
Il Primo Ministro ungherese Viktor Orbán sostenne invece che la causa della fuoriuscita è presumibilmente dovuta ad un errore umano.

## Origine del fango
Il fango rosso che causò l'incidente è un prodotto di scarto del processo Bayer di purificazione del minerale bauxite in allumina. Esso contiene principalmente i composti non-alluminio presenti nella bauxite risultanti dalla sua raffinazione; il suo caratteristico colore rosso acceso è dovuto all'ossido ferrico che è il componente principale, ma contiene anche altri composti.
Il fango risulta altamente alcalino nella prima fase di produzione tanto da venire appositamente stoccato in grandi bacini di decantazione a cielo aperto al fine di ridurne questa sua caratteristica.
Analisi sono in corso in merito ai livelli di metalli pesanti contenuti nei terreni.
| Ossido di metallo           | Percentuale | Note |
| --------------------------- | ----------- | ---- |
| Fe2O3 (ossido ferrico)      | 40–45%      |      |
| Al2O3 (ossido di alluminio) | 10–15%      |      |
| SiO2 (silice)               | 10–15%      |      |
| CaO (ossido di calcio)      | 6–10 %      |      |
| TiO2 (biossido di titanio)  | 4–5 %       |      |
| Na2O (ossido di sodio)      | 5–6 %       |      |

## Conseguenze del disastro
Ampi tratti di campagna e terreni agricoli vennero resi sterili dalla massa alcalina dei fanghi rossi.
I centri di Kolontár e Devecser furono pesantemente devastati e inquinati dal fango tossico; molte abitazioni furono allagate per un'altezza anche superiore ai due metri e difficile fu l'operazione di ripulitura del fango rosso che invase il territorio. Alcune abitazioni crollarono a causa della violenza dell'inondazione; decine di automobili e furgoni vennero spazzati via.
A Kolontár quattro persone morirono annegate. L'NDGDM dichiarò che il fango rosso è da considerarsi pericoloso per il suo elevato pH perché potrebbe causare una reazione alcalina a contatto con la pelle se non lavata con acqua pulita. 90 persone sembrerebbero essere state ricoverate in ospedale con ustioni chimiche.

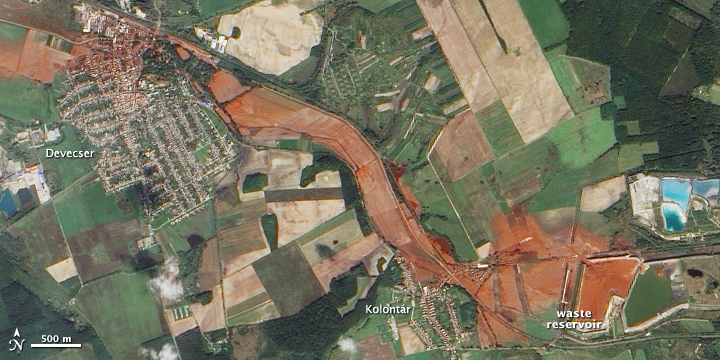
Vista dall'alto del percorso dell'alluvione di fango rosso dal bacino di decantazione sino a Devecser

I componenti chimici contenuti nel fango rosso sterminarono ogni forma di vita nei fiumi Torna e Marcal, causando anche morie di pesci nel fiume Rába sino alla confluenza nel Danubio, spingendo i paesi situati lungo le sponde a ricorrere a misure di emergenza.

## Misure di contenimento e pulizia
Oltre agli effetti immediati dell'ondata di fango rosso, c'era anche la preoccupazione per una possibile contaminazione dei corsi d'acqua dell'Ungheria incluso il Danubio.
Sul Torna, il fiume che attraversa la zona interessata dal disastro, e sul Marcal furono versate come contromisura tonnellate di gesso per cercare di legare il fango rosso ed evitarne la propagazione a valle.
Il giorno dopo l'incidente il Sottosegretario di Stato Ambientale Zoltán Illés ordinò la sospensione della produzione di allumina presso l'impianto e la ricostruzione della diga.